# Palais Thun

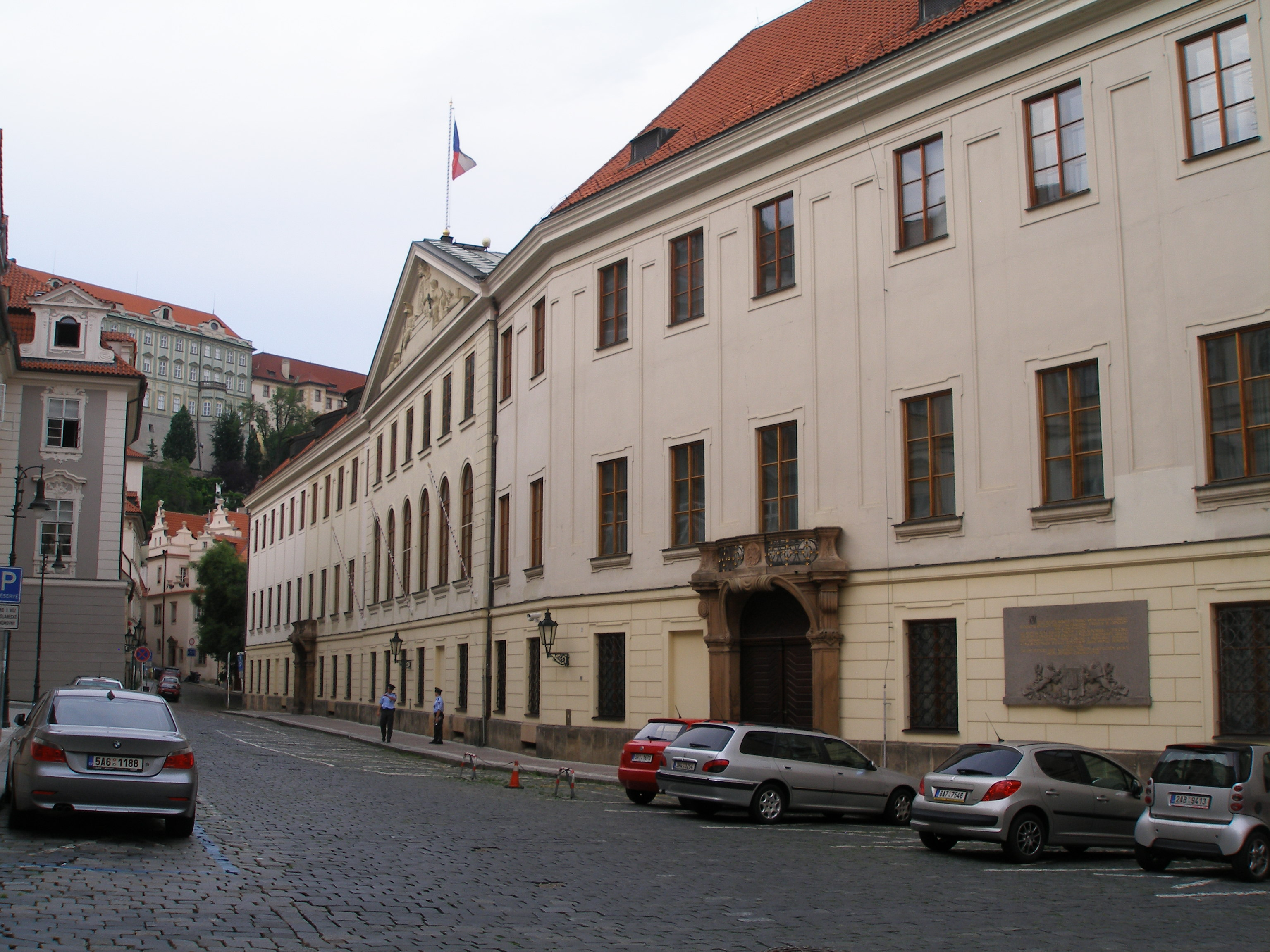
Palais Thun

Das Palais Thun (tschechisch Thunovský palác) ist ein Palais auf der Kleinseite in Prag. Das Palais wurde 1720 im barocken Stil errichtet und ist heute der Sitz des Abgeordnetenhauses des tschechischen Parlaments. Es befindet sich in unmittelbarer Nähe zum Palais Waldstein, dem Sitz der zweiten Kammer des Parlaments, des Senats.

## Geschichte
Das Palais entstand in der Barockzeit, als die Herren von Thun mehrere Grundstücke aufkauften, die ursprüngliche Verbauung zum Großteil abrissen und 1720 das Gebäude in seiner heutigen Form errichteten. Das Gebäude erinnert an die Werke des Meisters des böhmischen Barock, Johann Blasius Santini-Aichl, der Name des Architekten ist jedoch nicht überliefert. Von den ursprünglichen mittelalterlichen Häusern an dieser Stelle sind Keller mit gotischen Portalen erhalten. Im Erdgeschoss sind noch Gewölbe aus der Zeit der Renaissance zu sehen.
1779 wurde das Gebäude in ein Theater umgewandelt, in dem Kaiser Joseph II. gerne zu Gast war. Nach einem Brand wurde das Palais im Jahr 1801 an die böhmischen Stände verkauft, die den Böhmischen Landtag hier ansiedelten, der zuvor in der Prager Burg getagt hatte. Damit gehört das Palais zu den ältesten noch in Gebrauch stehenden Parlamentsgebäuden. Die Fassade wurde um einen klassizistischen Dreiecksgiebel erweitert. Darauf ist ein ovaler Wappenschild mit dem böhmischen Löwen zu sehen, gekrönt von der Wenzelskrone mit zwei Füllhörnen an den Seiten. Das Wappen wird von Apollon und Athene flankiert.
Mit der Einführung des gewählten Landtags im Jahr 1861 musste der Sitzungssaal vergrößert werden. Es entstand ein Saal mit 241 Sitzen sowie einer Zuschauergalerie. 1895 wurde das Gebäude elektrifiziert. Aufgrund von Platzmangel wurden umliegende Gebäude als Amtsräume genutzt.
Im November 1918 wurde auf der ersten Sitzung der tschechoslowakischen Nationalversammlung die Unabhängigkeit der Tschechoslowakei erklärt und Tomáš Garrigue Masaryk zum Präsidenten gewählt.
Nach der Gründung der unabhängigen Tschechoslowakei im Jahr 1919 zog der neu eingerichtete Senat im Landtagsgebäude ein und tagte dort bis zu seiner Auflösung 1939. In der Nachkriegszeit wurde der Senat nicht wieder errichtet, diverse Institutionen und Ministerien nutzten das Gebäude. Mit der Föderalisierung des nunmehr sozialistischen Staates zog am 1. Januar 1969 der Tschechische Nationalrat ein. Seit der Eigenstaatlichkeit der Tschechischen Republik im Jahr 1993 besteht erneut ein Zweikammernparlament, das Palais Thun wurde Sitz des Abgeordnetenhauses.
Das Palais Thun ist gemeinsam mit den umliegenden Parlamentsgebäuden als Nationales Kulturdenkmal ausgewiesen.